# A. W. Watkins
Alfred Wilfred Watkins (* 1. Dezember 1895 in Kidderminster, Worcestershire, England; † Februar 1970 in Stoke Poges, Buckinghamshire, England) war ein britischer Tontechniker und Toningenieur, der viermal für den Oscar für den besten Ton nominiert war.

## Leben
Watkins begann seine Laufbahn als Tontechniker 1930 bei dem Film Rookery Nook und arbeitete in der Folgezeit insbesondere mit dem Filmproduzenten und Filmregisseur Alexander Korda in dessen London Film Studios in Denham zusammen. Nach der Übernahme der Filmproduktionsgesellschaft durch Metro-Goldwyn-Mayer (MGM) Ende der 1930er Jahre, wurde er Chefingenieur und Direktor der Tonabteilung der Denham Studius. Im Laufe seiner bis kurz vor seinem Tod andauernden Tätigkeit als Tontechniker und Toningenieur arbeitete er an der Herstellung von über 150 Filmen mit.
Bei der Oscarverleihung 1940 wurde Watkins erstmals für einen Oscar für den besten Ton nominiert und zwar für den Film Auf Wiedersehen, Mr. Chips (1939). Weitere Oscarnominierungen in dieser Kategorie folgten 1954 für Die Ritter der Tafelrunde (1953), 1960 für Die Nacht ist mein Feind (1959) sowie zuletzt bei der Oscarverleihung 1966 zusammen mit Franklin Milton für Doktor Schiwago (1965).

## Filmografie (Auswahl)
- 1930: Rookery Nook
- 1935: Moscow Nights
- 1936: Conquest of the Air
- 1937: Action for Slander
- 1938: Prison without Bars
- 1939: Auf Wiedersehen, Mr. Chips (Goodbye, Mr. Chips)
- 1940: 21 Days
- 1941: The Saint’s Vacation
- 1943: The Gentle Sex
- 1951: Calling Bulldog Drummond
- 1953: Die Ritter der Tafelrunde (Knights of the Round Table)
- 1955: Nachts auf den Boulevards (Bedevilled)
- 1958: Arzt am Scheideweg (The Doctor’s Dilemma)
- 1959: Die Nacht ist mein Feind (Libel)
- 1960: Das Dorf der Verdammten (Village of the Damned)
- 1961: Der unheimliche Komplize (The Secret Partner)
- 1961: 16 Uhr 50 ab Paddington (Murder She Said)
- 1962: Der Inspektor (The Inspector)
- 1963: Bis das Blut gefriert (The Haunting)
- 1963: Der Wachsblumenstrauß (Murder at the Gallop)
- 1965: Geheimaktion Crossbow (Operation Crossbow)
- 1965: Ein Haufen toller Hunde (The Hill)
- 1965: Doktor Schiwago (Doctor Zhivago)
- 1968: 2001: Odyssee im Weltraum (2001: A Space Odyssey)
- 1969: Kapitän Nemo (Captain Nemo and the Underwater City)